# Andrej Kurajev

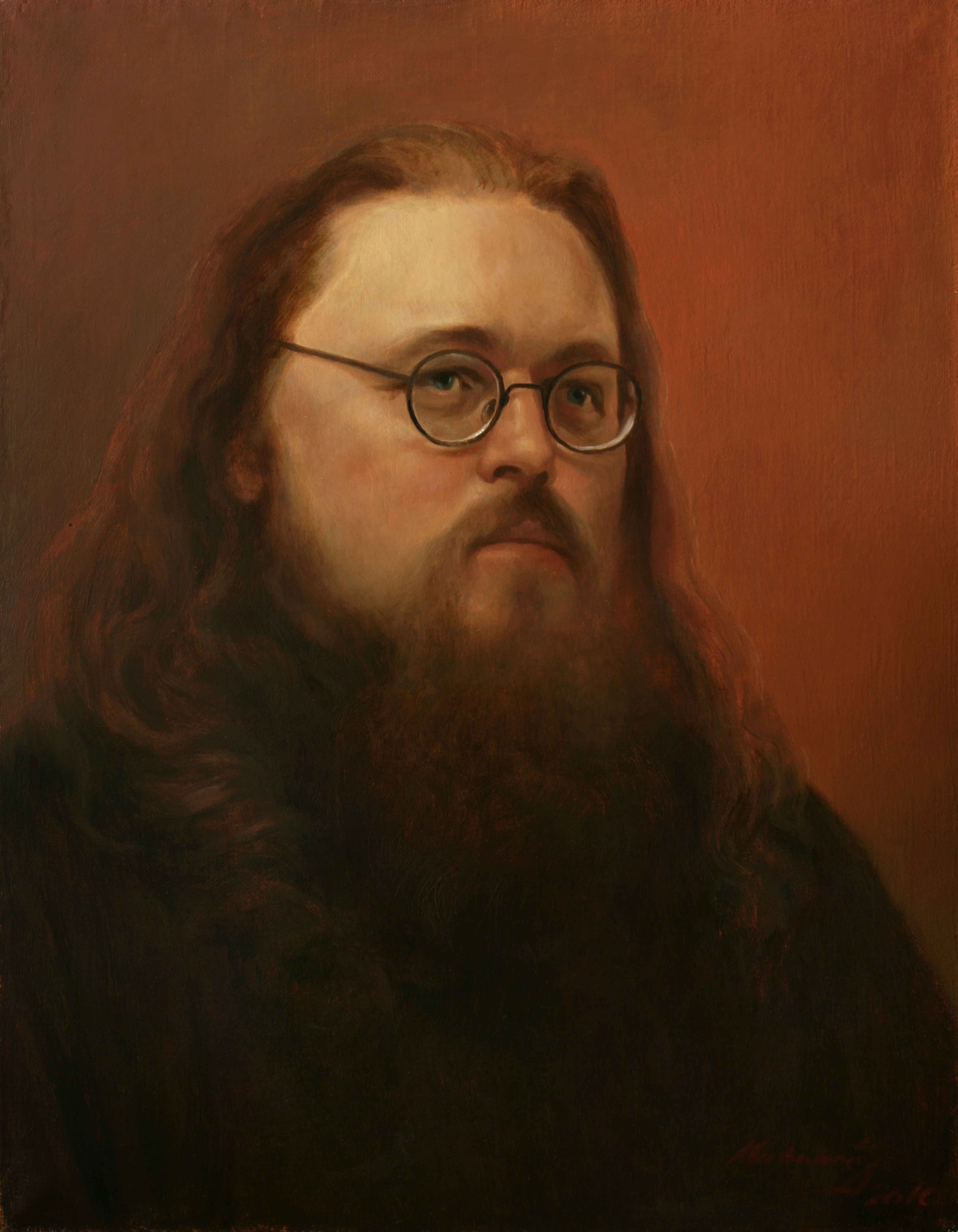
Andrej Kurajev

Andrej Vjačeslavovič Kurajev (rusky Андрей Вячеславович Кураев; * 15. února 1963, Moskva) je ruský religionista, spisovatel, publicista a bývalý protodiakon v Ruské pravoslavné církvi, bývalý profesor Moskevské duchovní akademie.

## Životopis
Narodil se 15. února 1963 roku v ateistické rodině v Moskvě. V dětském věku několik let bydlel v Praze. Vystudoval filosofii na Filozofické fakultě Moskevské státní univerzity. V roce 1994 získal titul „kandidát filosofických věd“ obhajobou disertační práce ve Filosofickém ústavu RAV. Působí jako vědecký pracovník Filozofické fakulty Moskevské státní univerzity, kde vede semináře a praktická cvičení. Andrej Kurajev je nejen vysokoškolský pedagog, ale i aktivní misionář, který se hodně zabývá misionářskou prací. 14. prosince 2006 roku ve Varšavě otec Kurajev byl vyznamenán polskou katolickou církví řádem sv. Alberta za „misionářskou činnost na území SNS“.
Kurajev občas soukromě navštěvuje Prahu, 27. dubna 2015 zde měl i veřejnou přednášku v chrámu sv. Cyrila a Metoděje.
Patriarcha moskevský a celé Rusi Kirill Andreje Kurajeva zbavil církevní hodnosti v roce 2023. V říjnu téhož roku opustil Kurajev Rusko a odjel do Prahy, kde hodlá pokračovat v psaní a v přednáškách. Bydlí opět v domě, v němž bydlel v dětském věku.

### Spisy
- Кураев А. В. «Мастер и Маргарита» : за Христа или против? / Диакон Андрей Кураев. — Изд. 2-е, испр. и доп. — М.: Изд. Совет Рус. Православ. Церкви, 2005. — 176 с.; 20 см. — ISBN 5-94625-097-3 (в обл.)
- Кураев А. В. Православие и право : Церковь в свет. государстве / Диакон Андрей Кураев. — М.: Сретен. монастырь, 1997. — 63,[1] с.; 21 см.
- Христианская философия и пантеизм
  - Кураев А. В. Христианская философия и пантеизм. — М.: Подворье Троице-Сергиевой Лавры, 1997.
  - KURAEV, Andrei. The Russian idea: in search of a new identity. Příprava vydání Wendy E. Helleman. Bloomington: Slavica Publishers, 2004. 270 s. ISBN 0893573140, ISBN 9780893573140. Kapitola Pantheism and Monotheism. (anglicky)
- О нашем поражении
  - Кураев А. В. О нашем поражении / Диак. Андрей Кураев. — М.: Моск. подворье Свято-Троицкой Сергиевой лавры, 1996. — 43 с.; 20 см. — ISBN 5-7789-0004-X (СПб.: Собор. разум [и др.], 1999. — 539, [1] с.; 22 см. — ISBN 5-87738-104-0)
  - 2 изд. в сборнике: О последних судьбах нашего мира. Три взгляда из разных эпох. — М.: Отчий дом, 1998.
  - 3 доп. издание — СПб.: Светлояр, 1999.
  - 4 доп. издание — М.: Троицкое слово, Паломник, 2003.
  - (bulharsky) За нашето поражение — София: Омофор, 2001.
  - (srbsky) О нашем поразу // Искон. Православни илустровани часопис. — Сербия, Вранье, 1997, № 1–2
- Сегодня ли дают печать антихриста. Пятнадцать вопросов об ИНН
  - Кураев А. В. Сегодня ли дают печать антихриста. Пятнадцать вопросов об ИНН. — М.: Паломник, Троицкое слово, 2001.
  - (rumunsky) Kuraev A. Pecetea lui antihrist, codurile de bare si semnele vremurilor. Bucuresti, 2005.
- KURAEV, Andrei. Provocarile ecumenismului. Překlad Boris Buzila. Bucuresti: Editura Sophia, 2006. 224 s. ISBN 978-973-7623-51-5. (rumunsky) Překlad do rumunštiny z ruského originálu „Vyzov ekumenizma“.
- (rumunsky) Kuraev A. Daruri si anathemele. Bucuresti, 2004.
- KURAJEW, Andriej. Bogobójcy czy starsi bracia : myśliciele rosyjskiego prawosławia wobec judaizmu. Příprava vydání Tomasz P. Terlikowski. Halinów: QLCO, 2004. 159 s. ISBN 8392061152. Kapitola Rozdział 8 (Diakon Andriej Kurajew - antysemityzm dla inteligencji). (polsky)
- Diakon. Bogobójcy czy starsi bracia : myśliciele rosyjskiego prawosławia wobec judaizmu. Příprava vydání Tomasz P. Terlikowski. Halinów: QLCO, 2004. 159 s. ISBN 8392061152. Kapitola Tajemnica Izraela. (polsky)